# Les Hèbrides (Mendelssohn)
L'obertura Les Hèbrides (en alemany: Die Hebriden, també coneguda com La gruta de Fingal o Die Fingalshöhle) és una obra composta per Felix Mendelssohn l'any 1830.
El nom prové de la Gruta de Fingal, situada en una de les illes Hèbrides. Malgrat que rebi el nom d'obertura l'obra és independent. És una peça molt interpretada i forma part per tant del repertori orquestral.

## Història
El 1829 Mendelssohn va viatjar a Anglaterra i, des d'allà, també va anar cap a Escòcia. Allà va compondre la seva Tercera Simfonia coneguda com a Simfonia Escocesa. Durant aquell viatge va visitar les illes Hèbrides i a l'illa de Staffa va descobrir la Gruta de Fingal que ja era aleshores una atracció turística. Aquells espais li van inspirar el que després es convertiria en el tema inicial de l'obra, tal com s'explica a la carta que va enviar a la seva germana, Fanny Mendelssohn, on el compositor li deia que "Per a aconseguir que comprenguis fins a quin punt m'han afectat les Hèbrides, t'envio el següent, que va venir al meu cap allí".
L'obra va ser acabada desembre de 1830, i la va titular "L'illa solitària" però el 1832 Mendelssohn va revisar la partitura i la va rebatejar amb el nom de "Les Hèbrides" i va ser estrenada el 14 de maig de 1832 a Londres, en un concert en el qual també es va interpretar la seva coneguda obertura El somni d'una nit d'estiu.

## Descripció
Malgrat ser coneguda com a "obertura", l'obra està creada com a peça independent. En tant que no narra una història no es pot considerar tampoc un poema simfònic. La música mira d'evocar les sensacions davant d'un ambient, d'una escena o paisatge. Es tracta d'una de les primeres obres musicals que intenta una cosa així. Consta de dos temes principals: el que va ser escrit a la cova, interpretat per les violes, els cellos, i els contrabaixos, és un tema líric i suggerent que remet a la bellesa del paisatge. El segon tema evoca al moviment de les ones del mar.
En el seu conjunt, l'obra s'ajusta a la forma estàndard de l'obertura, amb una coda al final en la qual es retorna al tema inicial.